# 22694 Tyndall
22694 Tyndall è un asteroide della fascia principale. Scoperto nel 1998, presenta un'orbita caratterizzata da un semiasse maggiore pari a 2,5361242 UA e da un'eccentricità di 0,0991352, inclinata di 14,94362° rispetto all'eclittica.